# Making the Video
Making the Video è un programma di MTV, trasmesso in tutto il mondo, che porta i telespettatori nel backstage per scoprire i "dietro le quinte" dei video musicali in ultima uscita.
Finora gli artisti che hanno fatto più apparizioni nel programma sono Christina Aguilera (con 9 video) e Britney Spears (con 8 video).
In Italia viene trasmesso in inglese con sottotitoli in italiano.

## Tutti i...Makes a Video
- 50 Cent featuring Mobb Deep - Outta Control (Remix) (2005)
- 50 Cent featuring Olivia - Best Friend (Remix) (2006)
- Akon - Ghetto (2004)
- Boyz N Da Hood - Felonies (2005)
- Cam'ron - Touch It or Not/Wet Wipes
- Cassidy - I'm A Hustla (2005)
- Ciara - Oh featuring Ludacris
- Daddy Yankee - Rompe
- Dem Franchize Boyz - Ridin' Rims (2006)
- DJ Khaled - Grammy Family featuring Kanye West, Consequence, e John Legend
- DJ Khaled - Holla At Me featuring Lil' Wayne, Paul Wall, Fat Joe, Rick Ross e Pitbull (2006)
- E-40 - Tell Me When To Go (2006)
- Eminem - Ass Like That (rinominato anche in "Eminem's Making The Ass")
- Ghostface Killah featuring Ne-Yo - Back Like That (2006)
- Green Day - American Idiot
- Green Day - Boulevard of Broken Dreams
- Green Day - Wake Me Up When September Ends
- Ice Cube - Go To Church featuring Snoop Dogg e Lil' Jon (2006)
- J-Kwon featuring Petey Pablo - Get XXX'd (2005)
- Jim Jones featuring P. Diddy & Paul Wall - What You Been Drankin' On (2005)
- Juelz Santana - Oh Yes/Clockwork (2006)
- Juvenile featuring Mike Jones, Paul Wall, Skip e Wacko - Way I Be Leanin'
- Kanye West - All Falls Down (2004)
- Lil' Jon featuring E-40 and Sean Paul - Snap Ya Finger's (2006)
- Lil' Jon & The Eastside Boyz featuring Ice Cube - Roll Call (2004/2005)
- Lil' Scrappy featuring Young Buck - Money In The Bank (2006)
- Lil' Wayne - Fireman (2005)
- Lil' Wayne featuring Robin Thicke - Shooter (2006)
- Linkin Park - Breaking The Habit (2004)
- Ludacris featuring Field Mob - Georgia (2005)
- Lupe Fiasco - I Gotcha (2006)
- Memphis Bleek - Like That
- Mike Jones - Back Then (2005)
- Mike Jones - Flossin'/Screw Dat (2005)
- Mobb Deep - Got It Twisted (2004)
- Mobb Deep featuring 50 Cent - Have A Party (2005)
- N.O.R.E.- Oye Mi Canto
- Paul Wall - Sittin' Sidewayz (2005)
- R. Kelly - Playa's Only featuring The Game (2005)
- R. Kelly - Trapped In The Closet (Chapter 6)
- Sleepy Brown featuring Pharrell & Big Boi - Margarita (2006)
- T.I. featuring UGK - Front Back (2005)
- T.I. - ASAP/Motivation (2005)
- Three 6 Mafia - Poppin' My Collar (2006)
- Twista featuring Pitbull - Hit The Floor (2005)
- Ying Yang Twins - Wait (The Whisper Song) (2005)
- Ying Yang Twins - Shake featuring Pitbull (2006)
- Young Jeezy - Trapstar/Go Crazy (2005)
- Yung Joc - I Know You See It/Dope Boy Magic (2006)
- Eminem - We Made You (2009)
- Shakira - She Wolf (2009)

## Episodi diMaking the Video

### Prima stagione
- 98 Degrees - "I Do (Cherish You)" - 1999
- Britney Spears - "Crazy (The Stop! Remix)" - 1999
- LL Cool J - "Deepest Bluest" - 1999
- Jordan Knight - "I Could Never Take The Place Of Your Man" - 1999
- Jennifer Lopez - "Waiting For Tonight" - 1999
- Jay-Z - "Girl's Best Friend" - 1999
- Jewel - "Jupiter (Swallow the Moon)" - 1999
- blink-182 - "All The Small Things" - 1999
- Mariah Carey - "Heartbreaker" - 1999
- Chris Cornell - "Can't Change Me" - 1999
- Puff Daddy com R. Kelly - "Satisfy You" - 1999
- The Offspring - "She's Got Issues" - 1999
- Red Hot Chili Peppers - "Around The World" - 1999
- Sugar Ray - "Falls Apart" - 1999
- Garbage - "The World Is Not Enough" - 1999
- Enrique Iglesias - "Rhythm Divine" - 1999
- Whitney Houston - "I Learned From the Best" - 1999
- R.E.M. - "The Great Beyond" - 1999

### Seconda stagione
- Dr. Dre & Eminem - "Forgot About Dre" - 2000
- *N Sync - "Bye Bye Bye" - 2000
- Sisqo - "Thong Song" - 2000
- Mandy Moore - "Walk Me Home" - 2000
- Hanson - "This Time Around" - 2000
- Jay-Z - "Big Pimpin'" - 2000
- No Doubt - "Ex-Girlfriend" - 2000
- Da Brat & Tyrese - "What'Chu Like" - 2000
- Jessica Simpson & Nick Lachey - "Where You Are" - 2000
- Stone Temple Pilots - "Sour Girl" - 2000
- Beck - "Mixed Bizness" - 2000
- Christina Aguilera - "I Turn To You" - 2000
- Britney Spears - "Oops...I Did It Again" - 2000
- Kid Rock - "American Bad Ass" - 2000
- Eminem - "The Real Slim Shady" - 2000
- Foo Fighters - "Breakout" - 2000
- Metallica - "I Disappear" - 2000
- *N Sync - "It's Gonna Be Me" - 2000

### Terza stagione
- Janet Jackson - "Doesn't Really Matter" - 2000
- LL Cool J - "Imagine That" - 2000
- Britney Spears - "Lucky" - 2000
- Busta Rhymes - "Fire" - 2000
- Big Tymers - "#1 Stunna" - 2000
- 98 Degrees - "Give Me Just One Night" - 2000
- Christina Aguilera - "Come On Over Baby (All I Want Is You)" - 2000
- 2Gether - "The Hardest Part Of Breaking Up" - 2000
- Lenny Kravitz - "Again" - 2000
- Destiny's Child - "Independent Women Pt. 1" - 2000
- Ricky Martin - "She Bangs" - 2000
- Backstreet Boys - "Shape of My Heart" - 2000
- blink-182 - "Man Overboard" - 2000
- OutKast - "Ms. Jackson" - 2000
- Britney Spears - "Stronger" - 2000
- BBMak - "Still On Your Side" - 2000
- Jennifer Lopez - "Love Don't Cost A Thing" - 2000

### Quarta stagione
- Ricky Martin & Christina Aguilera - "Nobody Wants To Be Lonely" - 2001
- Snoop Dogg - "Lay Low" - 2001
- Eve - "Who's That Girl?" - 2001
- Aerosmith - "Jaded" - 2001
- Matchbox Twenty - "Mad Season" - 2001
- Destiny's Child - "Survivor" - 2001
- Jay-Z & R. Kelly - "Guilty Until Proven Innocent" e R. Kelly com Jay-Z - "Fiesta" - 2001
- Dream - "This Is Me" e Tyrese - "I Like Them Girls" - 2001

### Quinta stagione
- Christina Aguilera, Lil' Kim, Mya e Pink (cantante) - "Lady Marmalade" - 2001
- Baha Men - "Best Years of Our Lives" - 2001
- U2 - "Elevation" - 2001
- *N Sync - "Pop" - 2001
- Destiny's Child - "Bootylicious" - 2001
- Sisqo - "Can I Live" - 2001
- Jennifer Lopez & Ja Rule - "I'm Real" - 2001
- Ludacris & Nate Dogg - "Area Codes" - 2001

### Sesta stagione
- Britney Spears - "I'm A Slave 4 U" - 2001
- On The Line All Stars - "On The Line" - 2001
- P. Diddy - "Diddy" - 2001
- Janet Jackson - "Son Of A Gun (I Betcha Think This Song Is About You" - 2001
- Pink (cantante) - "Get The Party Started" - 2001

### Settima stagione
- No Doubt - "Hey Baby" - 2001
- Ja Rule & Ashanti - "Always On Time" - 2001
- Creed - "My Sacrifice" - 2001
- Kid Rock - "Forever" - 2001
- Marilyn Manson - "Tainted Love" - 2001

### Ottava stagione
- Nick Cannon, Lil' Romeo e 3LW - "Parents Just Don't Understand" - 2001
- Britney Spears - "I'm Not A Girl, Not Yet A Woman" - 2001
- Foo Fighters - "The One" - 2001
- Enrique Iglesias - "Escape" - 2002
- Brandy - "What About Us?" - 2002
- Shakira - "Underneath Your Clothes" - 2002
- Pink (cantante) - "Don't Let Me Get Me" - 2002
- Usher & Ludacris - "U Don't Have To Call" - 2002
- Godsmack - "I Stand Alone" - 2002
- No Doubt - "Hella Good" - 2002

### Nona stagione
- Sum 41 - "What We're All About" - 2002
- Puddle of Mudd - "Drift & Die" - 2002
- P.O.D. - "Boom" - 2002
- Eminem - "Without Me" - 2002
- P. Diddy & Loon, Ginuwine e Mario Winans - "I Need A Girl Pt. 2" - 2002
- Jennifer Lopez & Nas - "I'm Gonna Be Alright" - 2002
- Papa Roach - "She Loves Me Not" - 2002
- Nelly - "Hot In Herre" - 2002
- Will Smith - "Nod Ya Head" - 2002
- Beyoncé - "Work It Out" - 2002
- Kelly Osbourne - "Papa Don't Preach" - 2002
- Eve & Alicia Keys - "Gangsta Lovin'" - 2002
- Jennifer Love Hewitt - "BareNaked" - 2002
- Shakira - "Objection (Tango)" - 2002
- Michelle Branch - "Goodbye To You" - 2002
- Jimmy Fallon - "Idiot Boyfriend" - 2002
- Lil' Bow Wow, Lil' Wayne, Lil' Zane e Sammie - "Hardball" - 2002
- Avril Lavigne - "Sk8er Boi" - 2002
- Justin Timberlake - "Like I Love You" - 2002
- Nick Carter - "Help Me" - 2002
- Kelly Clarkson - "Before Your Love" - 2002
- Christina Aguilera - "Dirrty" - 2002
- Madonna - "Die Another Day" - 2002
- Missy Elliott - "Work It" - 2002
- Jennifer Lopez - "Jenny From The Block" - 2002

### Decima stagione
- Good Charlotte - "The Anthem" - 2003
- Mariah Carey & Cam'ron - "Boy (I Need You)" - 2003
- DMX - "Gonna Give It To Ya" - 2003
- Justin Timberlake - "Rock Your Body" - 2003
- Linkin Park - "Somewhere I Belong" - 2003
- Avril Lavigne - "Losing Grip" - 2003
- Jennifer Lopez - "I'm Glad" - 2003
- Christina Aguilera - "Fighter" - 2003
- Ludacris - "Act A Fool" - 2003
- Pink (cantante) - "Feel Good Time" - 2003
- Beyoncé & Jay-Z - "Crazy In Love" - 2003
- Mya - "My Love Is Like...Wo!" - 2003
- Ruben Studdard - "Flying Without Wings" - 2003
- Madonna - "Hollywood" - 2003
- Nelly & Murphy Lee e P. Diddy - "Shake Ya Tailfeather" - 2003
- Jessica Simpson - "Sweetest Sin" e Nick Lachey - "Shut Up"
- Mary J. Blige - "Love @ 1st Sight" - 2003
- Hilary Duff - "So Yesterday" - 2003
- Beyoncé, Missy Elliott, MC Lyte e Free - "Fighting Temptation"
- Da Band - "Bad Boy This, Bad Boy That" - 2003
- Pink (cantante) - "Trouble" - 2003
- Limp Bizkit - "Behind Blue Eyes" - 2003
- Britney Spears & Madonna - "Me Against The Music" - 2003
- blink-182 - "Feeling This" - 2003
- Mary J. Blige & Eve - "Not Today" - 2003
- Triumph the Insult Comic Dog - "I Keed" - 2003
- Puddle of Mudd - "Away From Me" - 2003

### Undicesima stagione
- Hilary Duff - "Come Clean" - 2004
- Chingy & Jason Weaver - "One Call Away" - 2004
- Britney Spears - "Toxic" - 2004
- D12 - "My Band" - 2004
- Jessica Simpson - "Take My Breath Away" - 2004
- Jay-Z - "99 Problems" - 2004
- Brandy & Kanye West - "Talk About Our Love" - 2004
- Hilary Duff & Haylie Duff - "Our Lips Are Sealed" - 2004
- Usher - "Confessions Part II" - 2004
- Ma$e - "Welcome Back" - 2004
- Nelly - "Flap Your Wings" e Nelly com Jaheim - "My Place" - 2004
- Green Day - "American Idiot" - 2004
- Good Charlotte - "Predictable" - 2004
- Ja Rule com R. Kelly e Ashanti - "Wonderful" - 2004
- Xzibit - "Hey Now" - 2004
- Eminem - "Just Lose It" - 2004
- Lindsay Lohan - "Rumors" - 2004
- Nelly & Christina Aguilera - "Tilt Ya Head Back" - 2004
- Gwen Stefani - "What You Waiting For?" - 2004
- Ashlee Simpson - "La La" - 2004
- Jennifer Lopez - "Get Right" - 2005
- Twista & Faith Evans - "Hope" - 2005
- Snoop Dogg - "Let's Get Blown"

### Dodicesima stagione
- 50 Cent & Olivia - "Candy Shop" - 2005
- Mariah Carey - "It's Like That" - 2005
- Snoop Dogg, Charlie Wilson e Justin Timberlake - "Signs" - 2005
- Nelly - "Errtime" - 2005
- Kelly Osbourne - "One Word" - 2005
- Shakira & Alejandro Sanz - "La Tortura" - 2005
- The Game - "Dreams" - 2005
- Ludacris & Bobby Valentino - "Pimpin' All Over The World" - 2005
- Foo Fighters - "Best Of You" - 2005
- Jessica Simpson - "These Boots Are Made For Walkin'" - 2005
- Ashlee Simpson - "Boyfriend" - 2005
- 50 Cent - "Window Shopper" - 2005
- Lindsay Lohan - "Confessions Of A Broken Heart (Daughter To Father)" - 2005
- Shakira - "Don't Bother" - 2005
- Jamie Foxx - "Unpredictable" - 2005
- Korn - "Twisted Transistor" - 2005
- Kanye West & Adam Levine - "Heard 'Em Say" - 2005
- Beyoncé & Slim Thug - "Check On It" - 2005

### Tredicesima stagione
- The Notorious B.I.G. - "Spit Your Game" & Twista, Krayzie Bone e 8Ball & MJG - 2006
- Daddy Yankee - "Gangsta Zone" - 2006
- Fall Out Boy - "A Little Less Sixteen Candles, A Little More Touch Me" - 2006
- Nick Lachey - "What's Left Of Me" - 2006
- T.I. - "Why You Wanna" - 2006
- Ashlee Simpson - "Invisible" - 2006
- Christina Aguilera - "Ain't No Other Man" - 2006
- Jessica Simpson - "A Public Affair" - 2006
- Justin Timberlake - "SexyBack" - 2006
- Danity Kane - "Show Stopper" - 2006
- Ludacris & Pharrell - "Money Maker" - 2006
- Gwen Stefani - "Wind It Up" - 2007
- Beyoncé - "Listen" 2007
- Christina Aguilera - "Candyman" - 2007

### Quattordicesima stagione
- Jennifer Lopez - "Qué hiciste" - 2007
- Natasha Bedingfield - "I Wanna Have Your Babies" - 2007
- Rihanna - "Shut Up and Drive" - 2007
- Foo Fighters - "The Pretender" - 2007
- Avril Lavigne - "Hot" - 2007
- Usher - "Love in This Club" - 2008
- Bon Jovi - "Whole Lot Of Leavin'" - 2008
- Natasha Bedingfield - "Pocketful of Sunshine" - 2008
- Lily Allen - "The Fear" - 2009
- Ashley Tisdale - "It's Alright, It's OK" - 2009
- Katy Perry, Snoop Dogg - "California Gurls" - 2010